# ݙ
Dāl deux points verticaux souscrit petit tāʾ suscrit ‹ ݙ › est une lettre additionnelle de l’alphabet arabe utilisée dans l’écriture du saraiki. Elle est composée d’un dāl diacrité de deux points verticaux souscrits et d’un petit tāʾ suscrit.

## Utilisation
En saraiki, ‹ ݙ › représente une consonne occlusive rétroflexe voisée [ɖ], et a été écrit avec la lettre ḏdal ‹ ڋ › dans l’orthographe d’Andrew Jukes (en).